# Косай
Косай (яп. 湖西市 Косай-си) — город в Японии, находящийся в префектуре Сидзуока. Площадь города составляет 86,65 км², население — 58 852 человека (1 августа 2014), плотность населения — 679,19 чел./км².

## Географическое положение
Город расположен на острове Хонсю в префектуре Сидзуока региона Тюбу. С ним граничат города Хамамацу, Тоёхаси.

## Население
Население города составляет 58 852 человека (1 августа 2014), а плотность — 679,19 чел./км². Изменение численности населения с 1980 по 2005 годы:
| 1980 | 54 252 чел. |  |
| 1985 | 58 212 чел. |  |
| 1990 | 59 926 чел. |  |
| 1995 | 60 714 чел. |  |
| 2000 | 60 827 чел. |  |
| 2005 | 60 994 чел. |  |

## Символика
Деревом города считается сосна, цветком — Gardenia jasminoides.